# Chimpcam
Chimpcam es el título de una película documental enteramente protagonizada, rodada y dirigida por un grupo de chimpancés del Zoo de Edimburgo.
Para Betsy Herrelko, primatóloga británica impulsora de este singular proyecto de cine experimental, el objetivo del mismo era lograr que los espectadores, al ver el mundo desde el punto de vista de los chimpancés, pudieran «realizar un viaje al interior de sus mentes.»
En la realización del proyecto participaron 11 simios que, en una primera fase, aprendieron a manejar una pantalla táctil para seleccionar vídeos. Luego, una cámara especialmente diseñada fue colocada en su recinto, junto a una pequeña pantalla que mostraba las imágenes enfocadas por ella, logrando así que poco a poco los animales se interesaran por la cámara, jugasen con ella y rodasen escenas de su vida cotidiana. El rodaje se extendió durante 18 meses.
El resultado, una película caótica, deficientemente iluminada, montaje surrealista y un guion irracional, fue emitido el 27 de enero de 2010 por la BBC.